# Murat Yakın
Murat Yakin (törökül: Murat Yakın; Bázel, 1974. szeptember 15. –), török származású svájci válogatott labdarúgó, edző, Svájc labdarúgó-válogatottjának vezetőedzője. Testvére, Hakan Yakın szintén válogatott labdarúgó volt.
A svájci válogatott tagjaként részt vett a 2004-es Európa-bajnokságon.

## Sikerei, díjai

### Játékosként
Grasshoppers
- Svájci bajnok (2): 1994–95, 1995–96
- Svájci kupa (1): 1993–94

VfB Stuttgart
- Kupagyőztesek Európa-kupája döntős (1): 1997–98

FC Basel
- Svájci bajnok (3): 2001–02, 2003–04, 2004–05
- Svájci kupa (2): 2001–02, 2002–03

### Edzőként
Thun
- Svájci másodosztály bajnok (1): 2009–10

FC Basel
- Svájci bajnok (2): 2012–13, 2013–14